# Península de Leizhou
La península de Leizhou, romanitzada alternativament com a península de Luichow, és una península a la part més meridional de la província de Guangdong al sud de la Xina.

## Història
Les forces navals Qing estaven estacionades a la península de Leizhou. Durant el segle XIX la zona va ser un focus de pirateria, molts pirates, com Zheng Yi i Wu Shi Er, van tenir les seves bases a la zona.

## Geografia

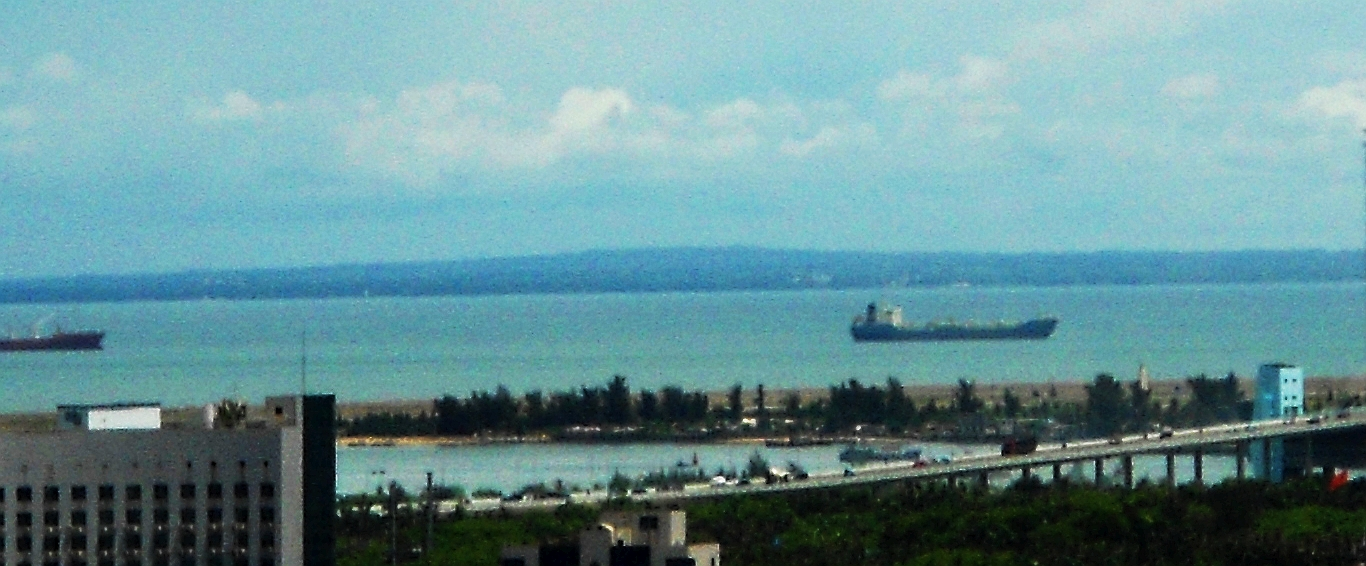
La península de Leizhou vista des de la ciutat de Haikou, Hainan sobre l'estret de Qiongzhou.

La península de Leizhou és la tercera península més gran de la Xina amb una superfície de 8.500 km3 situat a l'extrem sud-oest de Zhanjiang, Guangdong amb el golf de Tonkin a l'oest i l'Estret de Qiongzhou al sud, que separa la península de l'illa de Hainan.
Geològicament, les terrasses de basalt representen el 43% de la superfície peninsular. La resta es reparteix entre terrasses marines (27%) i planes al·luvials (17%). La península de Leizhou està esquitxada d'uns quants volcans latents, platges i planes diluvials baixes.
Leizhou té dos camps volcànics separats: un camp del Pleistocè – Holocè a l'extrem nord de la península a l'oest de Zhanjiang i l'extrem nord del camp volcànic de Qinglei, que s'estén a través de l'estret cap al nord de Hainan. Els volcans deriven de l'extensió tectònica d'est a oest i l'aprimament de la litosfera relacionat amb la creació de la conca del mar de la Xina Meridional. Dos estratovolcans basàltics de l'era del Plistocè són Yingfengling i Tianyang. També hi ha un tercer camp volcànic responsable d'algunes de les illes a la costa.

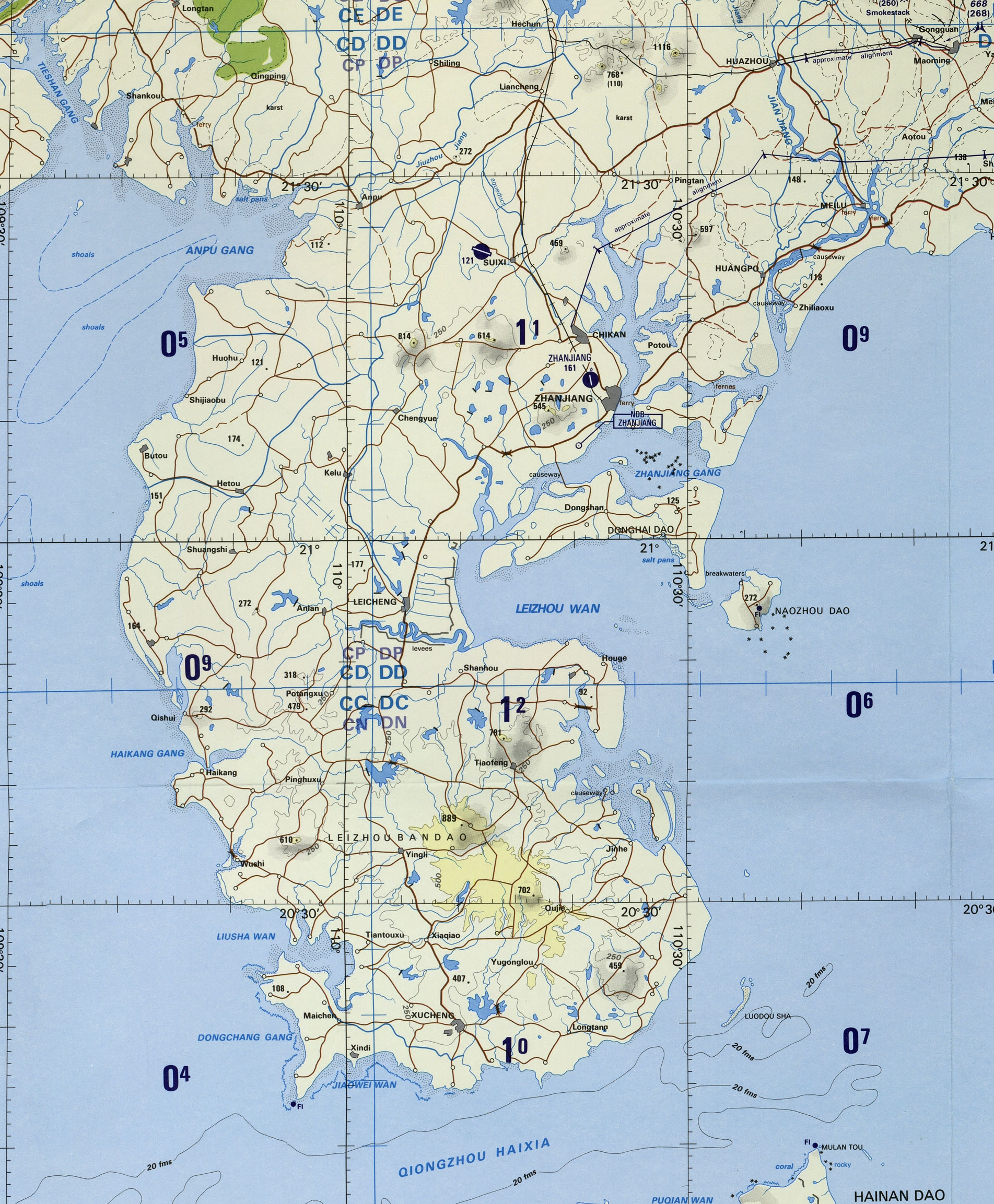
Mapa topogràfic

## Fauna salvatge
El Santuari Nacional de Dugongs d'Hepu es va crear a l'oest de la península per protegir la vida salvatge en perill d'extinció, especialment els mamífers marins. Els voltants de la península, com la badia de Leizhou, s'han declarat part del santuari de dofins blancs xinesos. Els dugongs encara es troben en petit nombre. Algunes balenes de Bryde, rorquals minke i taurons balena encara es troben a les aigües adjacents, incloses les aigües de l'illa de Hainan i el golf de Tonkin, com ara el districte de Tieshangang i les illes de Weizhou i Xieyang.

## Clima
La península es troba al sud tropical de la Xina. La regió està sota la influència dels monsons continentals del nord-est i dels monsons marítims del sud-est i sud-oest. De tant en tant es produeixen tifons, tant de l'oceà Pacífic com del mar de la Xina Meridional. La precipitació anual és de 1.400 mm.

## Pobles
- Guangzhouwan, antiga colònia francesa a la costa nord-est de la península.
- Zhanjiang, una ciutat portuària a la costa nord-est.